# Markus Wilhelm
Markus Wilhelm (* 30. April 1956 in Sölden im Ötztal) ist ein Tiroler Publizist, Umweltaktivist und Bergbauer. Österreichweite Bekanntheit erlangte Wilhelm durch zahlreiche Aufdeckungen im Politik-, Kultur- und Medienbereich sowie durch seine Auseinandersetzungen mit dem Tiroler Stromkonzern TIWAG, die seit 1988 in eine Reihe von Prozessen mündeten.

## Leben und Wirken
Markus Wilhelm maturierte am Bischöflichen Gymnasium Paulinum in Schwaz. Er studierte, nach einem Abstecher ans Mozarteum in Salzburg (Schauspiel und Regie), einige Semester Germanistik und Philosophie an der Universität Innsbruck. 1978 war er Preisträger beim Kunstpreis der Stadt Innsbruck, und als 1984 zum nächsten Mal wieder die Sparte Literatur im Fokus der Auszeichnung stand, war Wilhelm sowohl in Lyrik als auch in erzählender Dichtung erfolgreich.
Markus Wilhelm gründete in Innsbruck mit Felix Mitterer, Hans Haid und Bert Breit die kulturpolitische Zeitschrift Föhn (1978–1982, anfangs mit dem Zusatz „Zeitschrift für’s Tiroler Volk“) und war bis 1980 deren Herausgeber. 1983 schrieb er für die beiden Ausgaben der von Johannes E. Trojer herausgegebenen Halbjahresschrift Thurntaler. 1992 war er einer der Beitragenden zu Antworten auf Ludwig von Ficker, kuratiert und herausgegeben von Walter Methlagl.
Von 1984 bis 1998 belebte Wilhelm den Föhn im Alleingang wieder, diesmal mit einer politischen Ausrichtung als „Aufklärungsmedium über Vorgänge in der Tiroler Politik und Wirtschaft“ mit einer Kombination aus penibel recherchierten Fakten neben harter Polemik. Ab 2004 publizierte Wilhelm auf der Homepage dietiwag.at, welche wegen eines Namensstreites mit der TIWAG zunächst auf die Seite dietiwag.org umzog, inzwischen aber wieder auch direkt zugänglich ist. Im April 2022 gab er die Beendigung seiner Arbeit am Blog bekannt.
In der deutschen Tageszeitung taz wurde Wilhelm als „Tiroler Enthüllungsjournalist“ bezeichnet. Laut der österreichischen Tageszeitung Der Standard ist Markus Wilhelm „seit Jahren ein gewichtiger Mitspieler am Tiroler Politikparkett. Auf seiner Seite [...] prangert er die Politik der Tiroler Volkspartei und die Verknüpfungen mit der landeseigenen Tiwag an, enthüllt Korruption und Vetternwirtschaft“. Seine „Geschichten mit Sprengkraft“ erzähle er „detail- und aktenreich“. Seinen Erfolg erkläre sich der minutiöse „Rechercheur und polemisch-deftige Formulierer“ damit, dass er sich über Jahrzehnte ein hohes Vertrauen erarbeitet habe. Dieses Vertrauen wirke, um bei der Übergabe von heißen Informationen und weiterführenden Recherchen mit anderen nicht einem Fake aufzusitzen. Wilhelm führe dann die Informationen und die betroffenen Politiker in einer künstlerischen Form einer Schauspiel- und Regiearbeit in eine neue Sichtbarkeit oder Zuspitzung. Er arrangiere die Sätze von Figuren auf einer Bühne in neuen Anordnungen. Auch wenn er damit viel Zeit aufwende und Risiko eingehe, suche er die Auseinandersetzung mit den Betroffenen, im Sinne einer prozessorientierten Aufdeckung von Zusammenhängen; notfalls auch bei Gericht. Im Falle einer Verweigerung des Dialoges habe Wilhelm zumeist weitere Sätze des Angegriffenen im Talon. Die konservative Tiroler Tageszeitung berichtete zwar über Wilhelms Auseinandersetzung mit Gustav Kuhn und dessen Sponsor Hans Peter Haselsteiner, vermied aber im Unterschied zu allen anderen Zeitungen des deutschen Sprachraums bis Ende Mai 2018, Wilhelms Namen zu nennen. Für sie war er nur „ein Blogger“.
Markus Wilhelm lebt und arbeitet in Sölden im Ötztal.

## Auszeichnungen
- 1978: Kunstpreis der Stadt Innsbruck, Sparte Lyrik: 3. Preis [1. Preis nicht vergeben]
- 1984: Kunstpreis der Stadt Innsbruck, Sparte Erzählende Dichtung: 1. Preis und Sparte Lyrik: 3. Preis (mit Klaus Menapace)
- 2019: Prof. Claus Gatterer-Preis (zuerkannt, aber abgelehnt)[10][11]

## Auseinandersetzungen

### TIWAG
Wilhelms Auseinandersetzungen mit der TIWAG führten seit 1988 zu einer Reihe von Prozessen. Für den „Versuch, einen Kritiker mundtot zu machen“, wurde der TIWAG-Vorstandsvorsitzende mit dem Big Brother Award 2008 in der Kategorie Business und Finanzen ausgezeichnet. Wilhelm kritisierte erstmals in der Zeitschrift Föhn den Einfluss deutscher Stromkonzerne auf den Vorarlberger und Tiroler Energiemarkt und wurde daraufhin von der TIWAG wegen Kreditschädigung verklagt, die allerdings in zwei Instanzen verlor.
Wichtiges Instrument in der Auseinandersetzung mit dem Landesenergieversorger wurde in der Folge auch seine eigene Website dietiwag.at, später dietiwag.org, die es ihm ermöglicht, mit wenig Ressourceneinsatz eine breitere interessierte Öffentlichkeit direkt zu erreichen. Auf dieser veröffentlichte er vertrauliche Geschäftsverträge zwischen amerikanischen Firmenkonsortien und der TIWAG, die mittels Cross-Border-Leasing, einem umstrittenen und riskanten „Steuersparmodell“, zwischen 2001 und 2003 14 ihrer 15 größten Kraftwerke an erstere verkauften und wieder zurückleasten. Wilhelm bewarb die neue Homepage mit einem Inserat in der Größe einer Streichholzschachtel in der Tiroler Tageszeitung; die öffentliche Kritik von Landeshauptmann van Staa an der Vorgangsweise multiplizierte die Werbewirksamkeit.
Die TIWAG klagte mit einem Streitwert von 510.000 Euro auf Unterlassung von Veröffentlichung von Geschäftsgeheimnissen, verlor aber auch hier im September 2008 erstinstanzlich. Schon zuvor wurde der Streit um die Domain dietiwag.at (laut Wilhelm ein Akronym für „Die Tiroler Initiative Wir Alle Gemeinsam“) geklärt. Zwar konnte der Stromkonzern eine zwischenzeitliche Sperre der Domain erwirken und die Homepage musste auf die Domain dietiwag.org umziehen. Nach gerichtlicher Entscheidung befindet sich aber mittlerweile auch die Domain dietiwag.at wieder in Besitz von Wilhelm und ist nun eine Weiterleitung auf dietiwag.org.
Mit den Jahren gewann der Kleinkrieg immer weitere Facetten. Wilhelm beschuldigte einen führenden TIWAG-Mitarbeiter der Verbindungen ins Rotlichtmilieu; die TIWAG heuerte daraufhin Detektive an, um undichte Stellen in der Firma auszuforschen. In Zusammenhang mit Kraftwerksbauten kam auch der Alpenverein in Wilhelms Schussfeld, dem er vorwirft, Umweltproteste nur zu kanalisieren, um sie schlussendlich abwürgen zu können. Im Zug dieser Auseinandersetzung deckte er 2008 auf, dass der Leiter der Fachabteilung Raumordnung und Naturschutz des OeAV seinen akademischen Titel zu Unrecht trägt.

### Industriellenvereinigung
1991 deckte Wilhelm in einer Ausgabe des Föhn Geldflüsse der Industriellenvereinigung in Richtung ÖVP und FPÖ auf.

### Herwig van Staa
Für Wirbel sorgte seine Veröffentlichung eines Tonbandmitschnitts einer Rede des damaligen Tiroler Landeshauptmanns Herwig van Staa im September 2007, die belegen soll, dass van Staa den ehemaligen deutschen Außenminister Joschka Fischer als „Schwein“ bezeichnet habe. In dieser Causa verlor Wilhelm anfangs und wurde zu einer Strafe von 980 Euro verurteilt. Der Schuldspruch wurde in weiterer Folge vom Oberlandesgericht Innsbruck aufgehoben und an die erste Instanz zurückgeschickt.
Im Jänner 2010 wurde Wilhelm dann vom Landesgericht Innsbruck und im Oktober 2010 auch vom Berufungssenat des Oberlandesgerichtes Innsbruck endgültig vom Verdacht der üblen Nachrede freigesprochen.

### Tiroler Festspiele Erl und Gustav Kuhn
2018 berichtete Wilhelm von Vorwürfen finanzieller Unregelmäßigkeiten bei den Tiroler Festspielen Erl, nämlich betreffend die prekären Arbeitsbedingungen der größtenteils aus Osteuropa stammenden Musikerinnen und Musiker (professionelle Musiker aus Belarus wurden beispielsweise mit einem Tagessatz von 35 € entlohnt). In seinen Worten ergab sich der „Verdacht auf Lohndumping, auf Lohnwucher, Scheinselbständigkeit, Abgabenhinterziehung, auf Verstoß gegen das Ausländerbeschäftigungsgesetz, Arbeitsverfassungsgesetz, Arbeitszeitgesetz, Arbeitsruhezeitgesetz, Urlaubsgesetz, auf Umgehung des Dienstvertrages, Aushebelung des Urheberrechtsgesetzes usw.“ In weiteren Artikeln beschäftigte er sich mit massiven Anschuldigungen gegenüber Intendant Gustav Kuhn, dem eine Reihe sexueller Übergriffe auf Musikerinnen vorgeworfen wurde, dazu noch mit anderen finanziellen Auffälligkeiten, etwa signifikanten Geldströmen aus dem Festivalbudget an die italienische Firma von Kuhns Partnerin ohne quantifizierbare Gegenleistungen. Weiters veröffentlichte Wilhelm Auszüge aus Kuhns philosophischer Dissertation und erhob Plagiatsvorwürfe.
In der Folge strengten Gustav Kuhn, dessen Partnerin, der Mäzen der Festspiele Hans Peter Haselsteiner, die Tiroler Festspiele Erl sowie der einbringende Anwalt der Kläger Michael Krüger insgesamt 18 Prozesse gegen Wilhelm an. Durch eine Spendenaktion konnte er sämtliche Gerichtsverfahren, die größtenteils zu seinen Gunsten ausgingen und von ihm in seinem Blog publizistisch dokumentiert wurden, finanziell bewältigen. Nach Abschluss des letzten Prozesses resümierte ein Ö1-Journal-Beitrag, Wilhelm habe in einem „Paradefall sogenannter Einschüchterungs- oder SLAPP-Klagen zur Verhinderung kritischer Berichterstattung widerstanden“.

### Dominik Schrott
Am 21. August 2018 deckte Wilhelm Unregelmäßigkeiten bei einem Gewinnspiel auf, welches vom späteren ÖVP-Nationalratsabgeordneten Dominik Schrott im Vorfeld der Nationalratswahl 2017 durchgeführt worden war. Die Unregelmäßigkeit bestand darin, dass Schrott und seine Wahlkampfagentur als „Gewinner“ eine Person ausgewählt hatten, welche in eben dieser Agentur beschäftigt war. Zudem soll ein ähnlicher Vorgang bei einem Gewinnspiel der „Zillertaler Trachtenwelten“ Anfang 2018 durchgeführt worden sein. Im weiteren Verlauf wurde auch eine Förderung des Landes Tirol in der Höhe von 24.000 Euro beleuchtet, für welche laut Wilhelm keine Leistung erbracht wurde.
Die Aufdeckungen führten zu einer österreichweiten Berichterstattung und zu Rücktrittsforderungen aus anderen Parteien sowie der ÖVP. Am 26. August 2018 gab Schrott seinen Rücktritt von allen Funktionen bekannt. Am 7. September kündigte Schrott an, er werde die Fördergelder in Höhe von 24.000 Euro in voller Höhe zurückzahlen. Zuvor hatte die zuständige Landesrätin Beate Palfrader bereits mitgeteilt, dass aufgrund fehlender Nachweise zur Verwendung der Gelder ein beträchtlicher Teil der Förderung zurückgezahlt werden müsse.

### Prof. Claus Gatterer-Preis
Im Zuge einer von Wilhelm abgelehnten Vergabe des vom Österreichischen Journalisten Clubs (ÖJC) ausgetragenen Prof. Claus Gatterer-Preises an ihn und Wilhelms Aufdeckungen zu Sponsorengeldern und möglicher Veruntreuung zogen sich alle Sponsoren zurück. Zudem forderten 29 Preisträger in einem Offenen Brief eine Austragung der Auszeichnung von einer anderen Organisation als dem ÖJC und die Aufhebung des Markenschutzes ebenjener Organisation. Als Reaktion kündigte der ÖJC an, den Preis nunmehr ohne Sponsoren und ohne Preisgeld zu vergeben. Im Jänner 2021 wurde zudem ein neuer, vom ÖJC unabhängiger Preis mit dem Namen Auszeichnung für hervorragenden Journalismus im Gedenken an Claus Gatterer vorgestellt, vom Presseclub Concordia vergeben. Finanziert wird dieser mit 10.000 Euro dotierte Preis erneut vom Land Südtirol.

### Ableitung der Gurgler Ache und Venter Ache in das Kaunertal
Seit Juni 2023 berichtet Wilhelm über die Kraftwerkspläne der TIWAG und über den Widerstand der Bevölkerung gegen die Ableitung des Wassers der Gurgler Ache und Venter Ache aus dem Ötztal zum Gepatschspeicher im Kaunertal.